# Aeropuerto de Nicosia
El Aeropuerto Internacional de Nicosia (códido IATA: NIC, código OACI: LCNC) (en griego: Διεθνές Αεροδρόμιο Λευκωσίας; en turco: Lefkoşa Uluslararası Havaalanı), ubicado al oeste de la capital de Chipre, era la principal terminal aérea del país desde su construcción en la década de 1930 como estación de la Royal Air Force (RAF, del Reino Unido) hasta 1974. Actualmente se encuentra inoperable.

## Historia desde sus orígenes hasta lainvasión turca a la isla de Chipre
El aeropuerto fue construido en la década del 30 por la RAF. Durante la Segunda Guerra Mundial fueron ampliadas su pista e instalaciones. En los años 1943 y 1944 fue empleado por los aviones norteamericanos para bombardear los pozos petroleros de Rumania.
Luego de la guerra, retomó su servicio civil comenzando a operar, en 1948, Cyprus Airways y BOAC.
Durante la crisis del canal de 1956, Francia y Gran Bretaña emplearon el aeropuerto como base de apoyo.
En 1960, con la independencia del país, el aeropuerto pasó a sus nuevas autoridades. Su operación fue traspasada en 1963 luego que los operadores fueran adecuadamente instruidos. En 1966, la RAF lo deja de usar para empleo militar pasando a aprovechar solamente la base de Akrotiri.
La RAF siguió ocupando parte del lugar, conocido como el Sitio Retenido de la RAF en Nicosia. Eso le dio al Reino Unido el derecho de ejercer control exclusivo sobre el área en caso de emergencia. Además, tres antiguos campamentos de la RAF cerca del aeropuerto compartían instalaciones con UNFICYP después del establecimiento de la Fuerza en marzo de 1964.
En 1966, la RAF lo deja de usar para empleo militar pasando a aprovechar solamente la base de Akrotiri.
En 1968 se inauguraron las nuevas instalaciones que pronto quedaron pequeñas dado el fuerte incremento de turistas por lo que, en junio de 1974 se anunciaron planes para su ampliación.
Con el golpe de estado contra el gobierno de Makarios del 15 de julio de 1974, el aeropuerto fue cerrado  transitoriamente en pleno período vacacional. El 18 se reabre para recibir gran cantidad de aviones que fueron abordados por los turistas que deseaban abandonar la isla.

## Hechos durante las operaciones en 1974
En el marco de la invasión de fuerzas turcas a la isla de Chipre, el día 20 de julio se producen bombardeos de la Fuerza Aérea Turca sobre el aeropuerto. En ese momento es destruido en tierra un Hawker Siddeley Trident de Cyprus Airways.
Al día siguiente, 21 de julio, nuevos bombardeos se realizan con la intención de inutilizarlo para que no sea empleada por la Fuerza Aérea Griega. Los grecochipriotas estaban resueltos a mantener su empleo tanto evitando que sea tomado o destruido por los turcos. Por eso, su defensa fue reforzada y su mantenimiento en servicio realizado durante la tarde del 21, cuando diversas máquinas y camiones con asfalto repararon la pista.
La noche del 21 al 22 de julio, el aeropuerto fue empleado para recibir refuerzos de comandos griegos (ver Operación Atila).
Al mediodía del 22 de julio, el personal de la RAF Nicosia (al este del edificio principal), liderados por el jefe de estación, fue evacuado. Dicho lugar es un territorio retenido por Gran Bretaña por los acuerdos de independencia de 1959 y 60, por ello, la presencia británica allí. Parte de este destacamento, junto a grecochipriotas, era la dotación del Centro del Control de Tráfico Aéreo del aeropuerto.
A las 16:45 h (45 minutos luego del cese al fuego) se produce el mayor ataque sobre la pista. Seis Lockheed F-104 Starfighter y dos North American F-100 Super Sabre atacaron posiciones de artillería próximas a Gerolakkos y al aeropuerto poniendo la pista fuera de servicio al igual que dos aviones de Cyprus Airways. Se producen en la pista 16 cráteres mayores, 33 impactos de cohetes y unas 2000 huellas de cañón.
El día 23 de julio, durante la vigencia del cese al fuego auspiciado por Naciones Unidas, se produce un serio incidente internacional. A las 0930 horas, después de una noche tranquila, estalló la lucha en la vecindad del aeropuerto y continuó toda la mañana. Siendo las 11:00 horas, el avance turco comenzó. Allí se defienden unos 120 hombres del ELDYK, unos 150 comandos griegos arribados el día anterior (Operación Niki) y unos 40 integrantes de la Guardia Nacional de Chipre contra un batallón turco en la primera oleada y luego contra dos.
El asalto empezó con fuego de morteros, cohetes y tanques hacia el complejo principal de la terminal mientras soldados turcos avanzaron sobre el terreno llano y abierto que rodea el aeropuerto. El terreno resultó fatal para la ofensiva turca ya que los grecochipriotas ocupaban posiciones de comando dentro de la torre de control y otros edificios. Las acciones de combate incendiaron los campos resecos. Ello creó una barrera de humo y llamas no deseados por los atacantes ya que estaban desorientando a las fuerzas turcas.
Tras una hora de batalla, tanto de las fuerzas griegas y turcas estaban dispuestas a negociar. El jefe del contingente Canadiense, Coronel Clayton Ernest Beattie, comenzó a presionar por un acuerdo local de alto el fuego, logrado aproximadamente a las 12:30. Esto dio a las fuerzas de la ONU situadas a sólo unos metros de distancia, una oportunidad de interponerse entre los beligerantes y cumplir su mandato.
Auspiciado por las tropas de Naciones Unidas, el comandante turco se reunió con su homólogo griego para acordar un alto el fuego local.

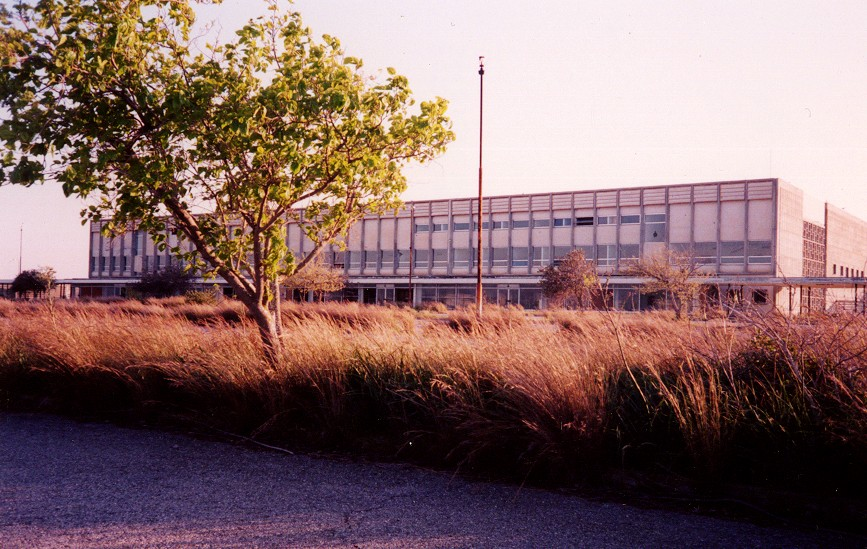
Aeropuerto de Nicosia, vista de la terminal desde el frente. 1998.

Las unidades turcas intentaban tomar el aeropuerto por tres principales razones:
- Era un punto vital para facilitar sus abastecimientos.
- Controlarían el tráfico aéreo civil hacia la isla.
- Era visto por los turcos como un lugar donde la comunidad turcochipriota había sido particularmente humillada. Varios oficiales de migraciones solían exigirles a estos ciudadanos pasaporte para su empleo.

Los grecochipriotas estaban determinados para defenderlo, no solo por el empleo para el transporte sino también para evitar que a ciudad capital sea rodeada.
Durante la mañana, Glafkos Clerides mantiene una conversación telefónica con el Force Commander, Tte Grl Dewan Prem Chand en el cual manifiesta la intención de entregar el aeropuerto a Naciones Unidas como manera de evitar la ruptura del cese al fuego, agregando que el general Georgitsis coincidía con la idea. El Force Commander telefoneó a George Shery al cuartel general de Naciones Unidas en Nueva York quién, ante la ausencia del Secretario General Kurt Waldheim, aprueba la idea. Posteriormente, se difunde la resolución por radio broadcasting y por nota a los bandos.
El aviso de UNFICYP, en varios idiomas, que decía:
" La Fuerza de las Naciones Unidas en Chipre ha tomado temporalmente el aeropuerto internacional de Nicosía después de otra ruptura grave de la cesación del fuego a primeras horas de esta mañana en la vecindad del aeropuerto. Así pues, el aeropuerto pasa a ser una zona protegida internacionalmente por las Naciones Unidas. Al mismo tiempo, esto facilitará la llegada de refuerzos de UNFICYP."

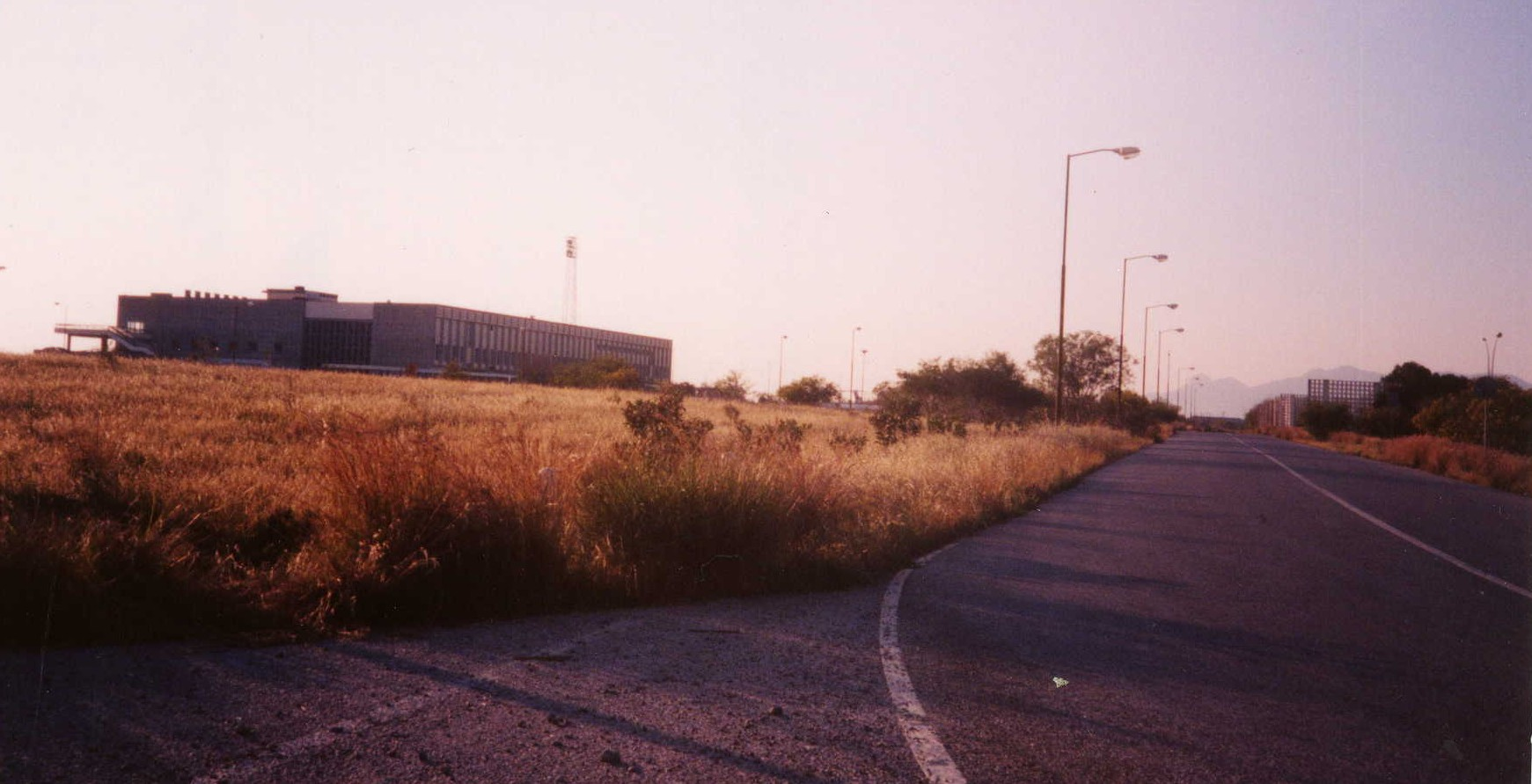
Aeropuerto de Nicosia. Terminal de embarque. Vista hacia el N.

Inmediatamente, se reúnen fuerzas de los contingentes canadiense, británico y finlandés (150 hombres), convocándolos a órdenes del mayor J.D. Harries, a cargo de la base logística de Canadá (el aeropuerto estaba dentro del sector canadiense).
Para el mediodía, oficiales de Naciones Unidas logran un cese del fuego acordado en el sector NE de las instalaciones.  A las 1400, el coronel Francis Henn, jefe de Estado Mayor de UNFICYP, se reunió con los jefes de las tropas de ambos bandos desplegadas en el terreno, en forma separada. Les comunicó cual sería el Área Protegida por Naciones Unidas (UNPA) informándoles el límite materializado en gran parte por un alambrado y detallando cuales eran las instalaciones que quedarían adentro (además del aeropuerto, incluía RAF Nicosía, Campo UNFICYP, área de cuarteles de la RAF ). La situación era crítica pues los comandos griegos denunciaban avances turcos e intención de abrir el fuego.
A las 1630, las fuerzas griegas se repliegan del lugar. Retiran dos tanques, ocho vehículos blindados, tres transportes de infantería, cinco cañones de 100 mm, cinco ametralladoras cuádruples montadas en vehículos, cinco cañones Bofors AA, cinco cañones Atan 105 mm montados en Jeeps, cinco camiones con munición y seis ómnibus cargados de personal.
La noche del 23/24 no fue sencilla. Hubo un intento de penetración griego para retirar munición traída por los comandos griegos dos noches atrás. Los turcos hicieron fuego de mortero y armas livianas, en forma esporádica, dentro de la UNPA.
Durante la mañana del 24, los grecochipriotas refuerzan la retaguardia de la UNPA (demostrando la falta de confianza en UNFICYP). Los turcos se mantenían a 100 m del campo Blue Beret. Asimismo, radio Ankara divulgó en diversas oportunidades que el aeropuerto ya estaba en manos turcas. Eso obligó al Force Commander a realizar una conferencia de prensa en el aeropuerto a las 15:00. La fuerza que defendía la UNPA pasó a constituirse con una sección de observación canadiense; dos Cñ S/R 106 mm de Canadá; una sección de exploración del Parachute Squadron y dos grupos de infantería mecanizada de Suecia (armas Atan Carl Gustav), ahora a órdenes del Comandante Canadiense del distrito de Nicosia, Tcnl Manuel.
Ante las confusas informaciones que UNFICYP se había retirado del Aeropuerto y a las declaradas intenciones de los turcos de tomarlo, se hizo una nueva visita de periodistas al lugar a las 20:00 h. Esa misma noche se produce una conversación directa entre Kurt Waldheim y el primer ministro turco Bulent Ecevit el cual se mostró sorprendido al conocer que sus tropas no habían tomado el aeropuerto y del acuerdo con el comandante turco local y aseguró que haría lo mejor para evitar la violencia.

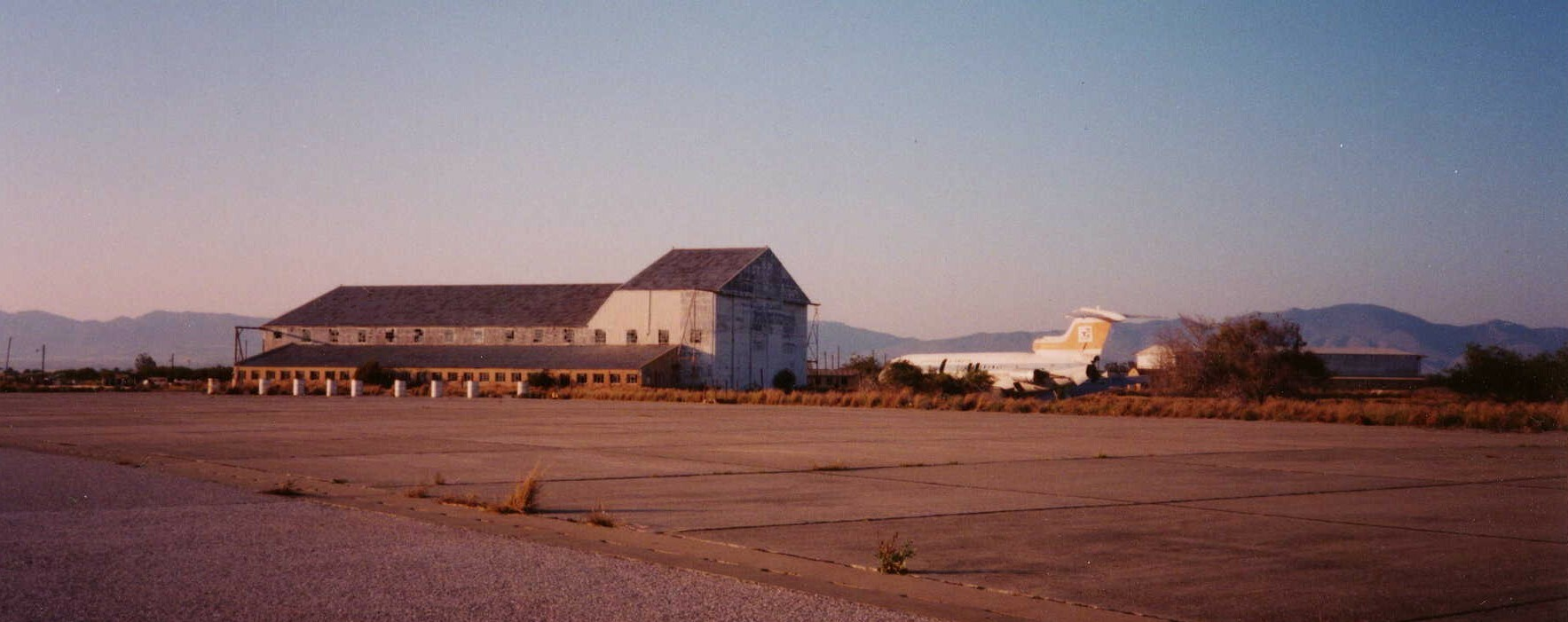
Aeropuerto de Nicosía. Vista hacia el N.

Ante la vulnerabilidad de las tropas británicas en el lugar, este país acepta reforzar UNFICYP con las fuerzas disponibles en las bases soberanas. Además, se envían desde Coningsby, Lincolnshire, el grupo Nro 38 de la RAF con 12 Phantom, que arriban el 250500. El comandante del contingente británico tenía la autorización de su país para pedir el apoyo, por fuera de la estructura de la ONU ya que los aviones no estaban a disposición de esa organización.
Los refuerzos británicos llegaron al sector del Aeropuerto el 250100 / 0900 y se pusieron a órdenes del Tcnl Manuel. Estos eran:
- Puesto Comando del Batallón 16th / 5th Lancers (Tcnl R.Q.M. Morris) con Esc Cdo y Esc B (Mayor J.A. Wright) (Expl Bl. VC SALADIN 76 mm).
- Esc C (Mayor P.J. Stavacre) / Batallón 4th / 7th Drgoon Guards (Expl Bl; Aerot. VC FERRET. Misiles Atan Swingfire).
- Ca 2 (Mayor J.R. Heywood) y Ca 3 (Mayor J.R. Crisp) / 2nd Bn / Coldstream Guards (la Compañía 3 fue desviada antes de salir al campo Polemidhia).

Sus órdenes eran impedir el ingreso de turcos al aeropuerto, teniendo autorización de abrir fuego para ello. Las boinas y brazaletes de Naciones Unidas fueron rápidamente distribuidos.
Durante esa mañana del 25, un comandante turco local asegura al jefe del 16th / 5th Lancers que sus órdenes eran no atacar la UNPA.

## Situación Posterior a las Operaciones

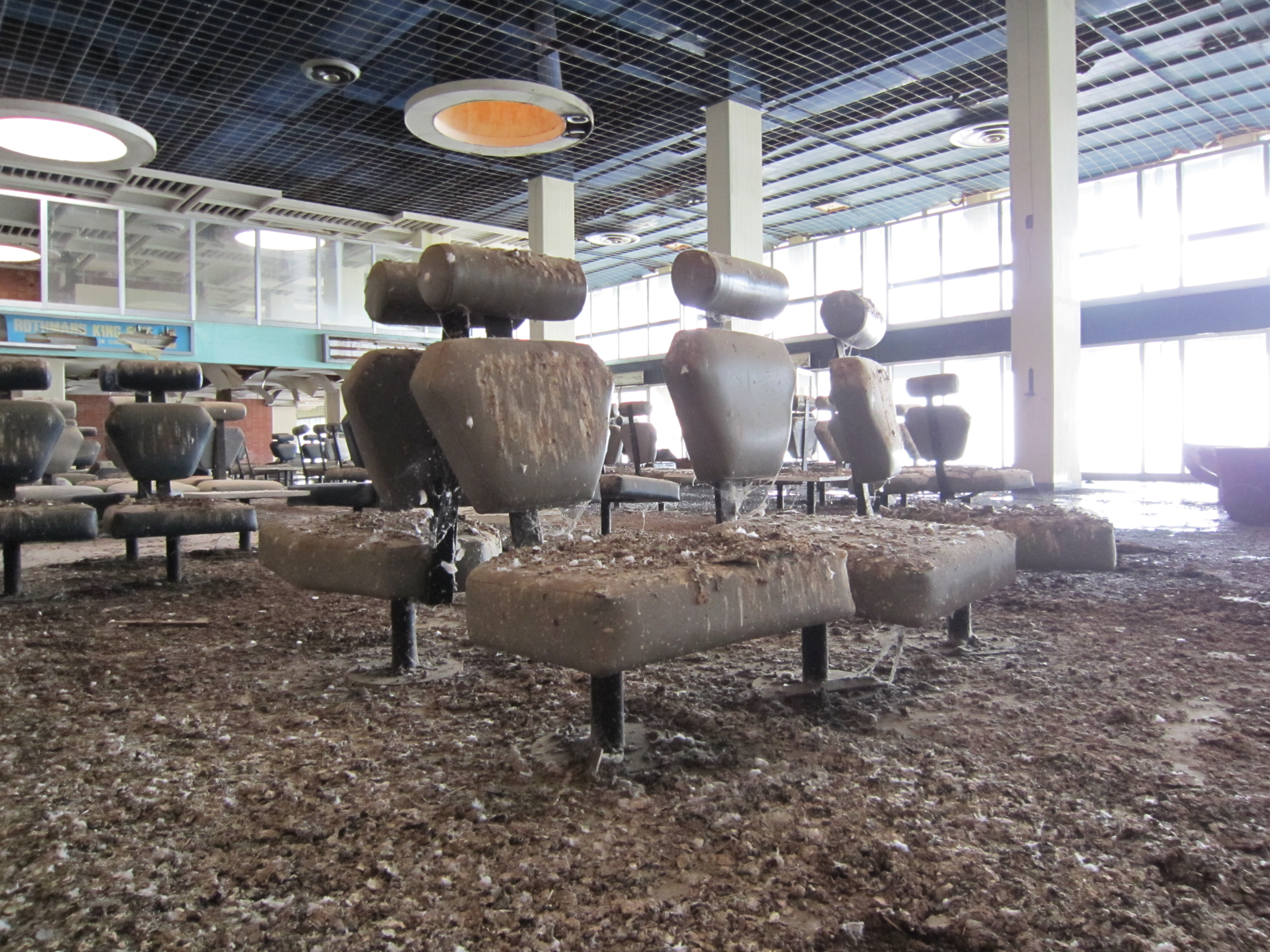
Vista actual del interior del edificio principal del aeropuerto.

Desde el fin de las operaciones de julio de 1974, este aeropuerto se encuentra cerrado al uso. Tanto la pista principal como las auxiliares quedaron inoperables luego de la guerra por impactos directos de fuego de aviación y artillería. Inmediatamente luego de la primera fase de la Operación Atila, el 26 de julio de 1974, el gobierno británico ordenó una revista del estado del aeropuerto para determinar el tamaño del daño.
En mayo de 1975, Naciones Unidas se ofreció a pagar la reparación de los daños. El arreglo lo harían los Royal Engineers ya que no podían participar los chipriotas. Tanto es así que los proveedores locales del material debieron dejarlo en la puerta y ser acarreados luego por los británicos.

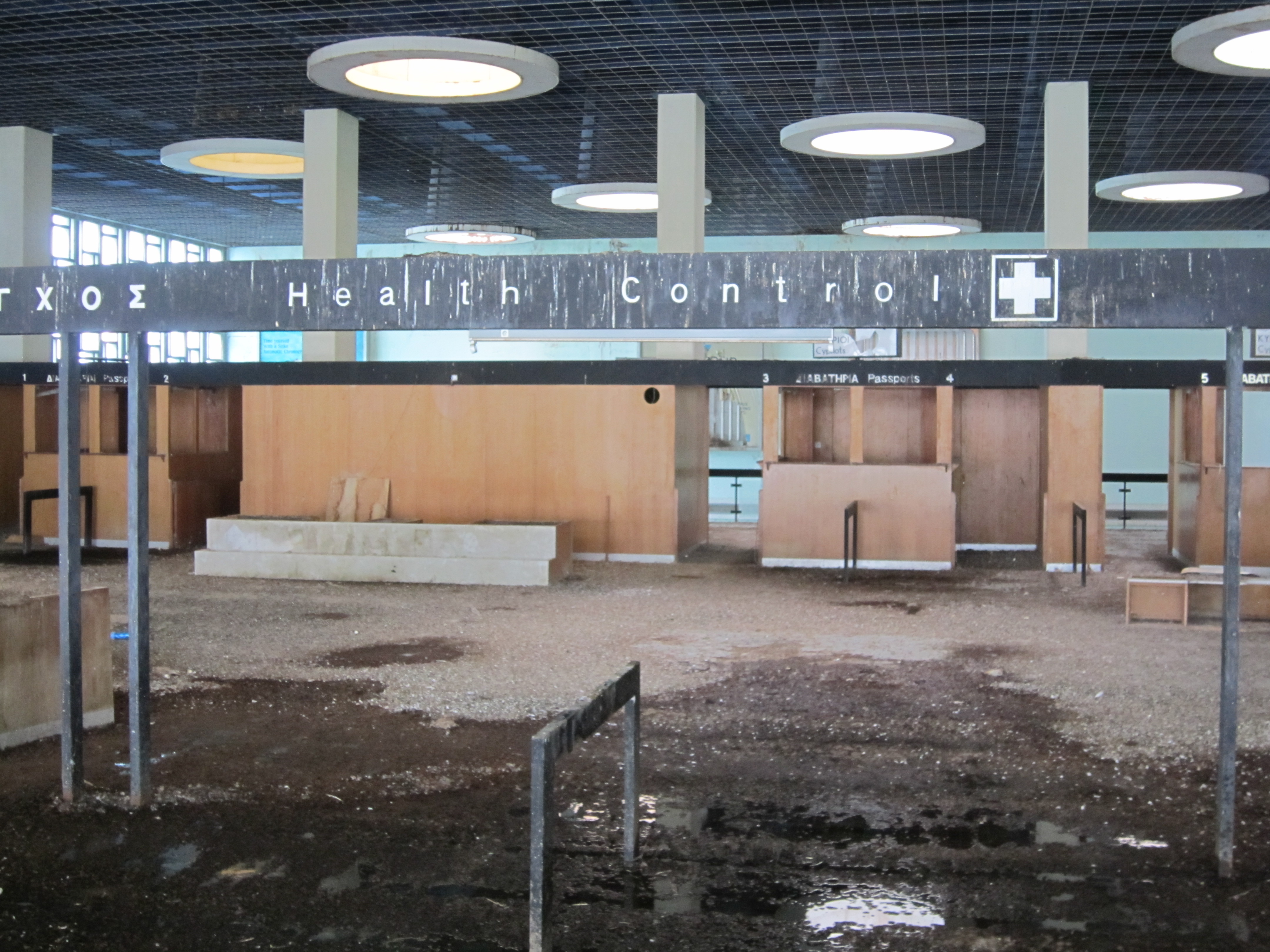
Vista actual del interior del edificio principal - sector de control sanitario.

Cuando su reparación comenzó y luego de la limpieza inicial, se pudo ver que las roturas eran superiores a las previstas ya que había cráteres de 12m de diámetro y 2 de profundidad. Cuando la labor estaba finalizando, se modificó el requerimiento operacional de ser una pista internacional a una pista de empleo táctico. Para entonces el reasfaltado se había terminado. Pero la pintura de señalización en la pista principal se interrumpió.
Tres despegues se produjeron en el año 1977 con autorización de Naciones Unidas. Se trató de tres aviones de la Cyprus Airways que habían quedado en el lugar luego de la invasión de 1974.

## Alternativas al Aeropuerto
La invasión turca dejó a la isla sin transporte aéreo por seis meses. Ambas partes recompusieron, momentáneamente, viejos aeródromos de la RAF. El Aeropuerto de Lárnaca se encontraba abandonado desde 1948, siendo reabierto y remodelado en 2009. El de Pafos fue inaugurado en 1983.
Los turcochipriotas reabrieron el Aeropuerto de Tymbou (conocido como Ercan) al inicio de 1975. Este se constituyó sobre un aeródromo de la RAF de la Segunda Guerra Mundial.
Naciones Unidas no pudo lograr el acuerdo entre los bandos en conflicto para volver operativo al aeropuerto pese a sus ingentes esfuerzos. La custodia del aeropuerto se mantiene a cargo de UNFICYP.

## Lectura Complementaria
- Reardon, Tim. The wartime origins of Nicosia airfield, and their traces today. Revista Blue Beret. Ed Jan / Feb 2012.[http://www.unficyp.org/media/Blue%20Beret%20-%20pdf%20files/2012/BB_Jan-Feb_2012_-_NK_Layout_1.pdf (enlace roto disponible en Internet Archive; véase el historial, la primera versión y la última).].
- Reardon, Tim. The wartime origins of Nicosia airfield, and their traces today. Part 2. Revista Blue Beret. Ed Mar / Apr 2012 [http://www.unficyp.org/media/Blue%20Beret%20-%20pdf%20files/2012/BB_March-April_2012_.pdf (enlace roto disponible en Internet Archive; véase el historial, la primera versión y la última).]
- Bianco, Gustavo. Conflicto Griego-Turco en Chipre, 1974. Military Review Operación Atila. Marzo abril de 2002.